# Breznik Plešivički
Breznik Plešivički – wieś w Chorwacji, w żupanii zagrzebskiej, w mieście Jastrebarsko. W 2011 roku liczyła 123 mieszkańców.